# Pelastoneurus kansensis
Pelastoneurus kansensis är en tvåvingeart som först beskrevs av Aldrich 1894.  Pelastoneurus kansensis ingår i släktet Pelastoneurus och familjen styltflugor. Inga underarter finns listade i Catalogue of Life.